# Charles H. Bennett
Pour les articles homonymes, voir Charles Bennett et Bennett.
Ne doit pas être confondu avec Charles H. Bennett (soldat).
Charles Henry Bennett, né en 1943 à New York, est un physicien et cryptologue américain qui travaille dans les laboratoires de recherche d'IBM Research.

## Travaux
Les travaux récents de Bennett chez IBM ont consisté en un réexamen des bases physiques de l'information et l'application de la physique quantique aux problèmes des flux d'informations. Ses travaux ont joué un rôle majeur dans le développement d'une interconnexion entre la physique et l'information. Il a également travaillé sur un projet de cryptographie quantique à l'Université de Montréal avec Gilles Brassard.
Il est le créateur du concept dit profondeur de Bennett (ou profondeur logique de Bennett) en logique informatique.